# معاملة المثليين في ميانمار
يواجه الأشخاص من المثليين والمثليات ومزدوجي التوجه الجنسي والمتحولين جنسياً (اختصاراً: مجتمع الميم) في ميانمار تحديات قانونية واجتماعية لا يواجهها غيرهم من المغايرين جنسيا. يعتبر النشاط الجنسي بين الرجال وبين النساء في ميانمار غير قانوني، وتعاقب المادة 377 من قانون العقوبات في ميانمار لعام 1861 النشاط الجنسي المثلي (بصرف النظر عما إذا كان قد تم بالتوافق أو تم ارتكابه على انفراد) لفترة سجن من 10 سنوات إلى مدى الحياة. يعتبر الجنس الشرجي والجنس الفموي للمغايرين أيضا غير قانوني. كما أن المنازل التي يعيش فيها الشركاء المثليون غير مؤهلة للحصول على نفس الحماية القانونية المتاحة للأزواج المغايرين. يتعرض المتحولون جنسياً لمضايقات الشرطة والاعتداء الجنسي، وهويتهم الجندرية غير معترف به من قبل الدولة.
خلال الديكتاتورية العسكرية الطويلة في البلاد في ظل مجلس الدولة للسلم والتنمية الاستبدادي، كان من الصعب الحصول على معلومات دقيقة حول الوضع القانوني أو الاجتماعي للمواطنين البورميين من مجتمع الميم. في أعقاب الإصلاحات السياسية في ميانمار 2011-2015، سمحت التحسينات في وسائل الإعلام والحريات المدنية للأفراد من مجتمع الميم باكتساب مزيد من الوضوح والدعم في البلاد. وعلى الرغم من فوز الرابطة الوطنية من أجل الديمقراطية في الانتخابات التشريعية عام 2015، التي وعدت بتحسين حقوق الإنسان ودعت زعيمتها أون سان سو تشي في السابق لإلغاء تجريم المثلية الجنسية، لم تكن هناك تغييرات على القوانين المعادية المثليين. ومع ذلك، لاحظ نشطاء المثليين مناخًا متزايدًا من القبول المجتمعي والتسامح تجاه مجتمع الميم، بما يتماشى مع الاتجاهات العالمية.

## قانونية النشاط الجنسي المثلي
تحظر المادة 377 من قانون العقوبات السدومية، سواء كان بين المغايرين أو بين المثليين. إلى جانب الغرامات، تعتبر العقوبة المقررة هي السجن لمدة 10 سنوات، رغم أن القانون لم يتم تطبيقه بصرامة. في عام 2001، صوتت المجموعة في المنفى، الجبهة الديمقراطية لطلاب كل بورما، على إلغاء القانون. واعتبر هذا بمثابة انتصار من قبل لجنة حقوق المثليين والمثليات في بورما، على الرغم من أن مثل هذا التغيير كان من غير المرجح أن يحدث بالنظر إلى المناخ السياسي السائد ضد التغيير. في عام 2013، دعت زعيمة المعارضة آنذاك أون سان سو تشي البلاد إلى إلغاء تجريم المثلية الجنسية، مشيرًا إلى أنها تعرقل جهود مكافحة فيروس نقص المناعة البشرية في ميانمار. بعد أن وصل حزبها إلى السلطة في عام 2015، لم يقم بتغيير القوانين.
يتم استهداف المثليين أيضًا بموجب «قانون الظل» أو «قانون الظلام» في القسم 35 (ج) من قانون الشرطة، والذي يسمح للشرطة باحتجاز أي شخص يعتبرونه يتصرف بطريقة مشبوهة بعد غروب الشمس. في نوفمبر 2018، تم اعتقال الناشط المثلي أونغ ميو هتوت، المعروف أيضًا باسم «آدي تشن» بموجب قانون السدومية في البلاد.
يمكن أيضًا استخدام أحكام أخرى من قانون العقوبات ضد مجتمع الميم:
- تجعل المادتان 269 و 270 جريمة ان يقوم شخص بنشر مرض ينتقل عن طريق الاتصال الجنسي.
- تجرم المادة 290 ارتكاب «إزعاج عام»، غير محدد في القانون، مع غرامات تصل إلى مائتي روبية.
- تجعل الأقسام 292 و 293 و 294 جريمة إنتاج أو بيع أو توزيع مواد أو أغاني فاضحة للبالغين أو القصر والمشاركة في أي أعمال فاحشة في الأماكن العامة.
- تحظر المادة 372 شراء أو بيع عاهرة دون سن الثامنة عشرة أو استخدام عاهرة للمشاركة في علاقات جنسية غير مشروعة.
- تحظر المادة 377 الجماع الجسدي مع أي رجل أو امرأة أو حيوان، وتنص على عقوبة السجن تتراوح بين الحياة ومدة لا تقل عن سنتين، ولكن قد تمتد إلى 10 سنوات وتكون عرضة أيضًا لغرامة لا تقل عن أربعمائة روبية. ولكن قد تمتد إلى ألف روبية.
- تحظر المادة 469 المشاركة في أي حفل زواج في غياب زواج قانوني.
- تحظر المادة 5 (ي) من قانون أحكام الطوارئ أي شيء قد يؤثر على أخلاق الفرد أو المجتمع أو الجمهور بطريقة سلبية.[12]

## الاعتراف القانوني بالعلاقات المثلية
لا تعترف ميانمار بزواج المثليين أو الاتحادات المدنية. في عام 2014، لفت زوجان مثليان بورميان انتباه وسائل الإعلام على نطاق واسع لعقد حفل زفاف غير رسمي بعد أن عاشا معًا لمدة 10 سنوات."
كما أثار رد فعل عنيف من المحافظين الاجتماعيين، الذين تساءلوا عن سبب عدم تطبيق قوانين المعادية المثلية الجنسية ضدهم.

## الهوية الجندرية والتعبير عنها
لا تسمح ميانمار للأشخاص المتحولين جنسياً بتغيير الجنس المخصص لهم عند الولادة. يتعرض المتحولون جنسياً في ميانمار للاغتصاب أو سوء المعاملة أو الابتزاز على أيدي الشرطة، وغالبًا ما يتم استهدافهم باستخدام «قانون الظل» في المادة 35 (ج) من قانون الشرطة. عمومًا، هناك فقط ثلاثة خيارات مهنية «محترمة» مفتوحة للمتحولين جنسياً البورميين: خبير تجميل، مصمم أزياء أو نات كادو (nat kadaw، «زوجة روح» أو وسيط روح). كشخص نات كاداو نات، يمكن أن يتاح لمجتمع الميم الاحترام والتبجيل الذين لا يحصلون عليه من قبل المجتمع البورمي.

## ظروف الحياة

### المواقف العامة
خلال النظام العسكري، لم تكن هناك أي حياة سياسية أومنظمة اجتماعية لمجتمع الميم منظمة. تم وصف العادات الاجتماعية لبورما حول الجنس البشري بأنها «محافظة للغاية». يتعرض الرجال المثليين، خاصة إذا كانوا مصابين بفيروس نقص المناعة البشرية/الإيدز. في التقاليد البوذية المحلية، يُنظر إلى المولودين من مجتمع الميم على أنهم يواجهون عقوبة الخطايا التي ارتكبت في حياة سابقة. تاريخيا، فإن الجمع بين رهاب المثلية الرسمي، والوعي العام المحدود والافتقار إلى نماذج الدور المجتمعي قد جعل الأشخاص من مجتمع الميم غير مرئيين في المجتمع البورمي.

### نشاط وحراك حقوق المثليين
أونغ ميو مين هو رجل مثلي الجنس علنا وشارك في الجبهة الديمقراطية لطلاب بورما. في عام 2005، تحدث عن تجربته مع رهاب المثلية، حتى من قبل المعارضة المؤيدة للديمقراطية. واليوم، يعمل مع منظمات حقوق الإنسان في المنفى بورما، بما في ذلك الحملة من أجل حقوق المثليين والمثليات في بورما.
تأسست منظمة «المساواة في ميانمار» في عام 2000 «بهدف تمكين شعب ميانمار من خلال التثقيف في مجال حقوق الإنسان للمشاركة في التحول الاجتماعي وتعزيز ثقافة حقوق الإنسان.»
في أواخر يونيو 2019، انتحر شاب مثلي الجنس يدعى كياو زين وين، وكان يعمل أمين مكتبة في جامعة ميانمار الإمبراطورية في يانغون، بعد مضايقات وتنمر مستمرين من زملائه. حضر أكثر من 600 شخص جنازته، ولف علم قوس قزح حول تابوته. بدأت الجامعة تحقيقًا في الأمر وأوقفت ثلاثة موظفين. شرعت اللجنة الوطنية لحقوق الإنسان في ميانمار في إجراء تحقيق منفصل ودعت إلى سن أحكام مناهضة للتمييز. ذكر موقع ببنكنيوز أن القضية «دفعت إلى إجراء نقاش وطني» حول قضايا المثليين في البلاد.

### وسائل الإعلام
على الرغم من تجريمهم، فقد أصبح الأشخاص من مجتمع الميم أكثر وضوحًا في ميانمار، خاصة بعد الإصلاحات السياسية. يعيش الشركاء المثليون والمثليات كمتساكنين بحرية في المدن الكبرى مثل يانغون وماندالاي، وإن لم يكن يسمح لهم قانونيا بالزواج. كما سمحت حرية الإعلام المتزايدة للصحفيين بالتحدث عن مجتمع المثليين والمثليات. كما تمكن الشركاء المثليون من الاحتفال بزواج المثليين الرمزي في المدن الكبرى دون أي اضطهاد قانوني.
في عام 2003، بثت قناة فوكيسآسيا (ستار تي في) قصة عن «نات كاداو». يشير «دليل يوتوبيا لكمبوديا ولاوس وميانمار وفيتنام» إلى «المتحولين جنسيا الشامان الذين يوجهون الأرواح في مهرجانات ميانمار المقدسة».
في عام 2016، تم إصدار الجوزاء وأصبح أول فيلم يتعلق بمجتمع الميم في سينما ميانمار. انتقد الفيلم علانية القوانين البورمية المعادية للمثلية الجنسية.

### المسيرات
احتفلت بورما بمسيرة فخر المثليين الأول في العديد من المدن في جميع أنحاء البلاد في عام 2012، للاحتفال باليوم الدولي لمناهضة رهاب المثلية، و رهاب التحول الجنسي و رهاب ازدواجية التوجه الجنسي. في عام 2018، منح المسؤولون الإذن لحفل فخر عام. حضر ما يقرب من 6,000 شخص لهذا الحدث، وهو ارتفاع عن الأوقات السابقة. ارتفع العدد إلى 10,000 في اليوم التالي.

### الأشخاص المثليون والمثليات ومزدوجو التوجه الجنسي والمتحولون جنسيا البارزون
- ميو كو سان سان - أول عارضة بورمية متحولة جنسيا، وناشطة في حقوق المثليين وملكة جمال.[34]
- شين تانت - ناشطة بارزة في مجال حقوق المثليين.
- خين سان وين - فنانة مكياج وممثلة بورمية.[35]
- أوكار مين ماونغ - ممثل بورمي، عارض أزياء ومغني.[36]
- أونغ ميو هتوت - المعروف أيضًا باسم «آدي تشن»، وهو ناشط مثلي الجنس تم اعتقاله في نوفمبر 2018 بموجب قوانين السدومية في البلاد.[10]

## ملخص
| قانونية النشاط الجنسي المثلي                                                                  | (العقوبة: السجن حتى مدى الحياة (لا يتم تطبيقه) |
| المساواة في السن القانوني للنشاط الجنسي                                                       | No                                             |
| قوانين مكافحة التمييز في التوظيف                                                              | No                                             |
| قوانين مكافحة التمييز في توفير السلع والخدمات                                                 | No                                             |
| قوانين مكافحة التمييز في جميع المجالات الأخرى (تتضمن التمييز غير المباشر، خطاب الكراهية)      | No                                             |
| قوانين مكافحة أشكال التمييز المعنية بالهوية الجندرية                                          | No                                             |
| زواج المثليين                                                                                 | No                                             |
| الاعتراف القانوني بالعلاقات المثلية                                                           | No                                             |
| تبني أحد الشريكين للطفل البيولوجي للشريك الآخر                                                | No                                             |
| التبني المشترك للأزواج المثليين                                                               | No                                             |
| يسمح للمثليين والمثليات ومزدوجي التوجه الجنسي والمتحولين جنسيا بالخدمة علناً في القوات المسلحة | No                                             |
| الحق بتغيير الجنس القانوني                                                                    | No                                             |
| علاج التحويل محظور على القاصرين                                                               | No                                             |
| الحصول على أطفال أنابيب للمثليات                                                              | No                                             |
| الأمومة التلقائية للطفل بعد الولادة                                                           | No                                             |
| تأجير الأرحام التجاري للأزواج المثليين من الذكور                                              | (غير قانوني للأزواج المغايرين كذلك)            |
| السماح للرجال الذين مارسوا الجنس الشرجي التبرع بالدم                                          | No                                             |